# AACTA International Awards 2018

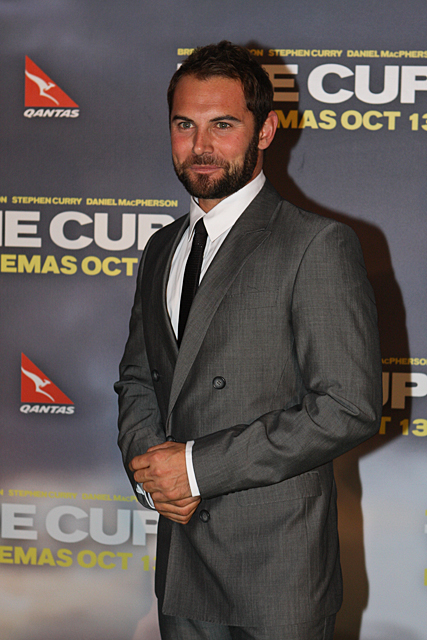
Daniel MacPherson ha presentato la cerimonia.

La 7ª edizione della cerimonia degli AACTA International Awards si è tenuta a Los Angeles il 5 gennaio 2018. La cerimonia ha premiato i migliori film internazionali usciti nel corso del 2017.
L'attore australiano Daniel MacPherson ha presentato la cerimonia di premiazione, che, in Australia, è trasmessa dal canale Foxtel Arts il 6 gennaio. Le candidature sono state annunciate il 13 dicembre 2017.

## Vincitori e candidati

### Miglior film
- Tre manifesti a Ebbing, Missouri (Three Billboards Outside Ebbing, Missouri), regia di Martin McDonagh
- Chiamami col tuo nome (Call Me by Your Name), regia di Luca Guadagnino
- Dunkirk, regia di Christopher Nolan
- Lady Bird, regia di Greta Gerwig
- La forma dell'acqua - The Shape of Water (The Shape of Water), regia di Guillermo del Toro

### Miglior regista
- Christopher Nolan - Dunkirk
- Luca Guadagnino - Chiamami col tuo nome (Call Me by Your Name)
- Craig Gillespie - Tonya (I, Tonya)
- Greta Gerwig - Lady Bird
- Guillermo del Toro – La forma dell'acqua - The Shape of Water (The Shape of Water)

### Miglior attore protagonista
- Gary Oldman - L'ora più buia (Darkest Hour)
- Timothée Chalamet - Chiamami col tuo nome (Call Me by Your Name)
- Daniel Day-Lewis - Il filo nascosto (Phantom Thread)
- Hugh Jackman - The Greatest Showman
- Daniel Kaluuya - Scappa - Get Out (Get Out)

### Miglior attrice protagonista
- Margot Robbie - Tonya (I, Tonya)
- Sally Hawkins - La forma dell'acqua - The Shape of Water (The Shape of Water)
- Judi Dench - Vittoria e Abdul (Vittoria & Abdul)
- Frances McDormand - Tre manifesti a Ebbing, Missouri (Three Billboards Outside Ebbing, Missouri)
- Saoirse Ronan - Lady Bird

### Miglior attore non protagonista
- Sam Rockwell - Tre manifesti a Ebbing, Missouri (Three Billboards Outside Ebbing, Missouri)
- Willem Dafoe - Un sogno chiamato Florida (The Florida Project)
- Armie Hammer - Chiamami col tuo nome (Call Me by Your Name)
- Tom Hardy - Dunkirk
- Ben Mendelsohn - L'ora più buia (Darkest Hour)

### Miglior attrice non protagonista
- Allison Janney - Tonya (I, Tonya)
- Mary J. Blige - Mudbound
- Laurie Metcalf - Lady Bird
- Abbie Cornish - Tre manifesti a Ebbing, Missouri (Three Billboards Outside Ebbing, Missouri)
- Nicole Kidman - Il sacrificio del cervo sacro (The Killing of a Sacred Deer)

### Miglior sceneggiatura
- Martin McDonagh - Tre manifesti a Ebbing, Missouri (Three Billboards Outside Ebbing, Missouri)
- Luca Guadagnino - Chiamami col tuo nome (Call Me by Your Name)
- Christopher Nolan - Dunkirk
- Greta Gerwig - Lady Bird
- Jordan Peele - Scappa - Get Out (Get Out)